# Mulsum (Wurster Nordseeküste)
Mulsum is een dorp en voormalige gemeente in de Duitse deelstaat Nedersaksen. De gemeente maakte deel uit van de samtgemeinde Land Wursten in het Landkreis Cuxhaven. Op 1 januari 2015 ging Mulsum samen met de andere gemeenten uit de Samtgemeinde Land Wursten en de gemeente Nordholz op in de eenheidsgemeente Wurster Nordseeküste.

## Afbeeldingen

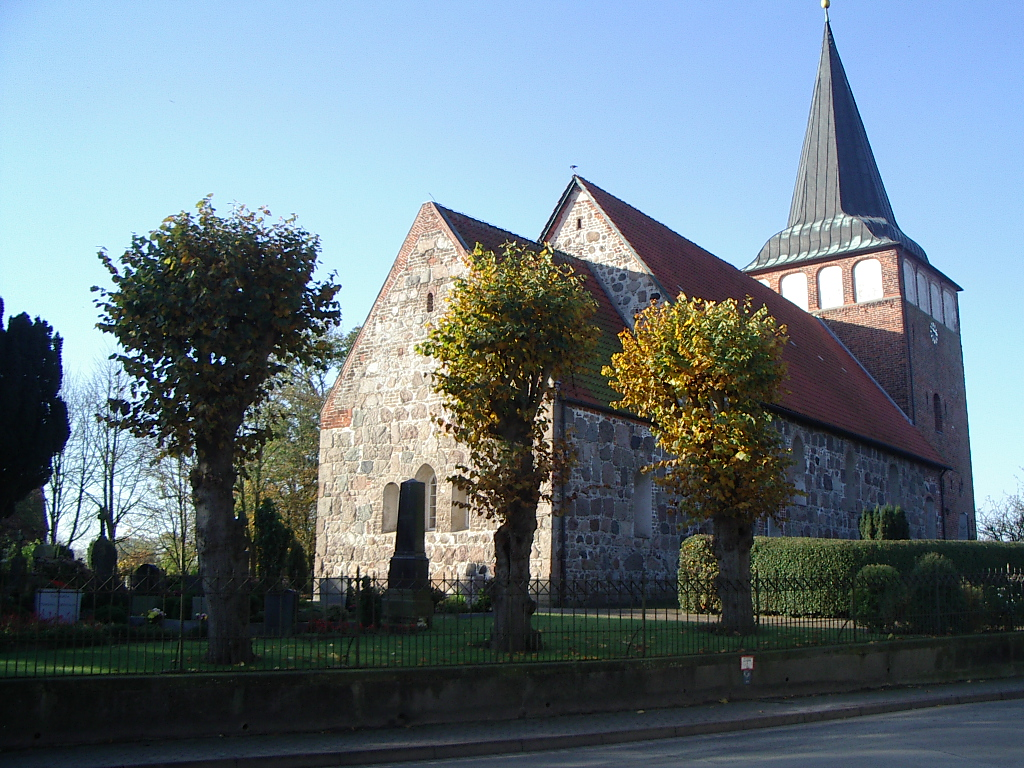
Kerkhof Mariakerk van Mulsum
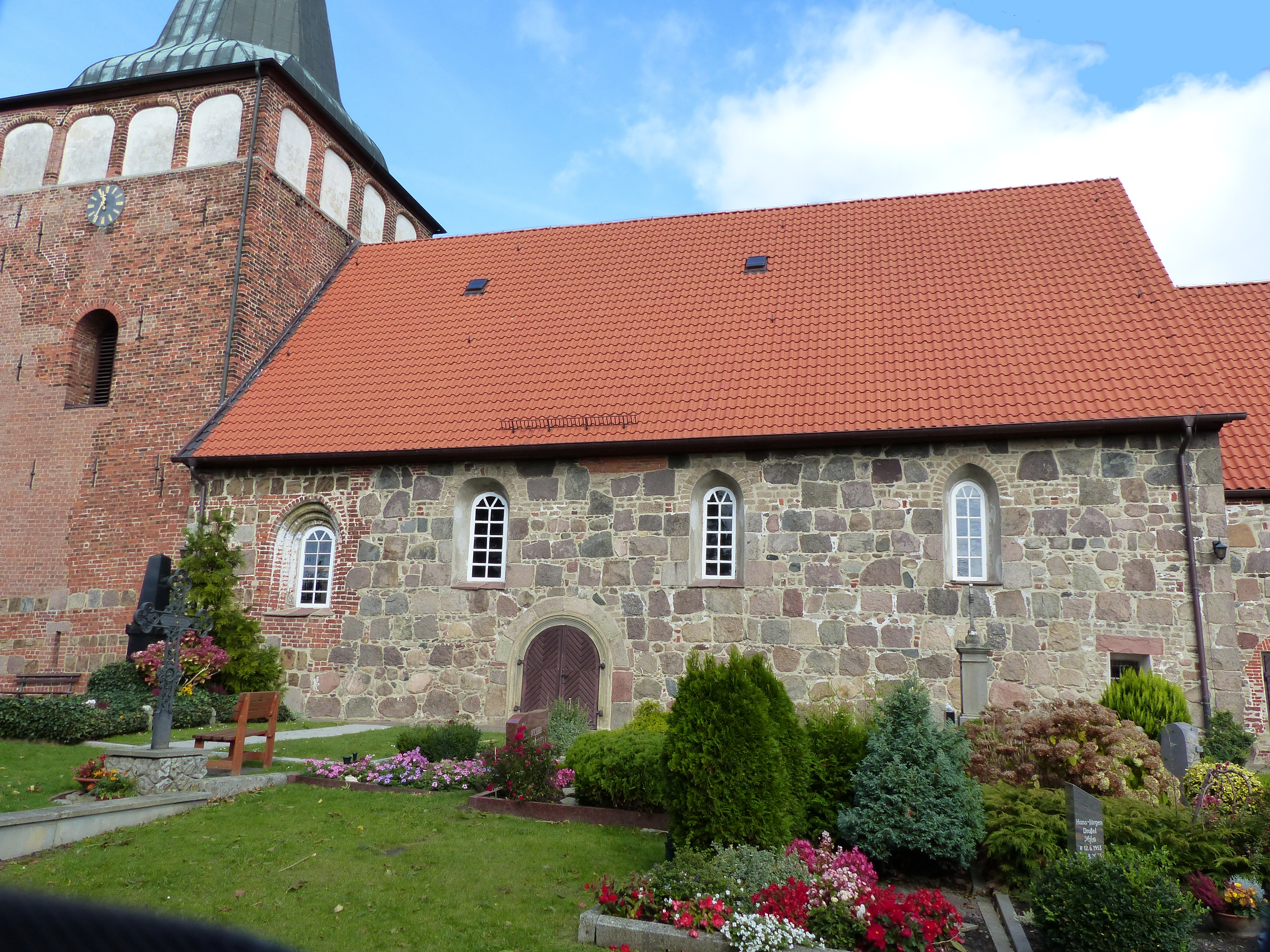
Mariakerk op de wierde van Mulsum

De Mariakerk in Mulsum dateert uit 1250. Het gebouw staat op een terp en is opgetrokken in veldkeien. In 1524 vond er op het kerkhof van dit bedehuis een kleine, maar beslissende veldslag plaats, tussen de opstandige inwoners van het gebied, de Wurstfriezen en de troepen van het overheersende Prinsaartsbisdom Bremen. De troepen van de Bremers behaalden een verpletterende overwinning en hebben daarna de streek geplunderd. Om dit feit te gedenken is het jaartal 1524 op het dorpswapen van Mulsum aangebracht.
Tot 1991 had het dorp een station aan de spoorlijn Bremerhaven - Cuxhaven.
Zie voor meer informatie onder Wurster Nordseeküste.